# Lista dos deputados federais de Santa Catarina - 44ª legislatura (1971 — 1975)
Lista dos deputados federais de Santa Catarina - 44ª legislatura (1971 — 1975).
| Nº | Deputado                    | Partido                                |
| -- | --------------------------- | -------------------------------------- |
| 1  | Francisco Orestes Libardoni | Movimento Democrático Brasileiro (MDB) |
| 2  | Jaison Barreto              | Movimento Democrático Brasileiro (MDB) |
| 3  | Pedro Ivo Campos            | Movimento Democrático Brasileiro (MDB) |
| 4  | Laerte Ramos Vieira         | Movimento Democrático Brasileiro (MDB) |
| 5  | Francisco Grillo            | Aliança Renovadora Nacional (ARENA)    |
| 6  | Ademar Ghisi                | Aliança Renovadora Nacional (ARENA)    |
| 7  | Wilmar Dallanhol            | Aliança Renovadora Nacional (ARENA)    |
| 8  | Dib Cherem                  | Aliança Renovadora Nacional (ARENA)    |
| 9  | Albino Zeni                 | Aliança Renovadora Nacional (ARENA)    |
| 10 | Pedro Colin                 | Aliança Renovadora Nacional (ARENA)    |
| 11 | Aroldo Carneiro de Carvalho | Aliança Renovadora Nacional (ARENA)    |
| 12 | João Cândido Linhares       | Aliança Renovadora Nacional (ARENA)    |
| 13 | Abel Ávila dos Santos       | Aliança Renovadora Nacional (ARENA)    |